# Hommage aan Händel
Hommage aan Händel opus 21 is een compositie van de Fin Uuno Klami. Het is geschreven voor piano en strijkinstrumenten. Opvallend is de titel; deze wordt geschreven in het Frans; daar waar het Fins niet zonder umlaut kan (zie het volgend werk), koos de componist toch voor de combinatie ae in plaats van ä.
Het werk is waarschijnlijk geschreven voor het toen nog kleine orkest van de Finse omroep; het Fins Radiosymfonieorkest. Het is geschreven in de vorm zoals Händel de meeste van sonates schreef; uiteraard dan in barokstijl. Klami schreef niet in de polyfone barokstijl maar in het homefone impressionisme. Datum van première is niet bekend.

## Delen
De delen zijn van een langzaam – snel – langzaam – snel-indeling zoals Händel:
1. Adagio
2. Andante (tempo di gavotte)
3. Largo
4. Allegro

Een klaaglijke ABA-vorm brengt het werk op gang. Deel twee is zoals de tempo-toevoeging aanduidt een gavotte. Deel 3 is dan weer gekoppeld aan deel 1. Deel 4 begint met een thema; er volgt een nieuw thema, het beginthema komt dan vlak voor het coda terug.

## Orkestratie
- 1 piano
- strijkers in de verhouding 2 violen, 1 altviool, 1 cello.

## Discografie
- Uitgave BIS Records; het Tapiola Sinfonietta onder leiding van Jean-Jaques Kantorow; piano : Timo Koskinen; een opname uit 1996. Het boekwerkje werd geschreven door Kalevi Aho, ook Finse componist.